# Sentinel Dome
Ne doit pas être confondu avec Sentinel Rock.
Le Sentinel Dome est un sommet de la Sierra Nevada, aux États-Unis. Il culmine à 2 476 mètres d'altitude dans le comté de Mariposa, en Californie. Il est protégé par la Yosemite Wilderness, dans le parc national de Yosemite.

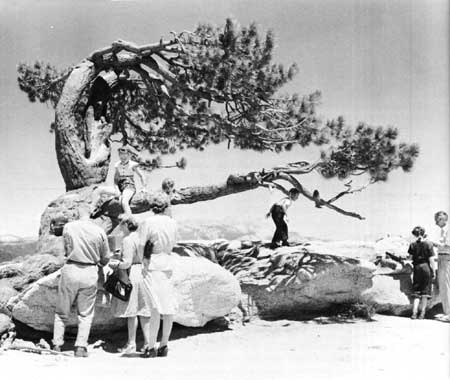
Pin de Jeffrey à Sentinel Dome en 1957
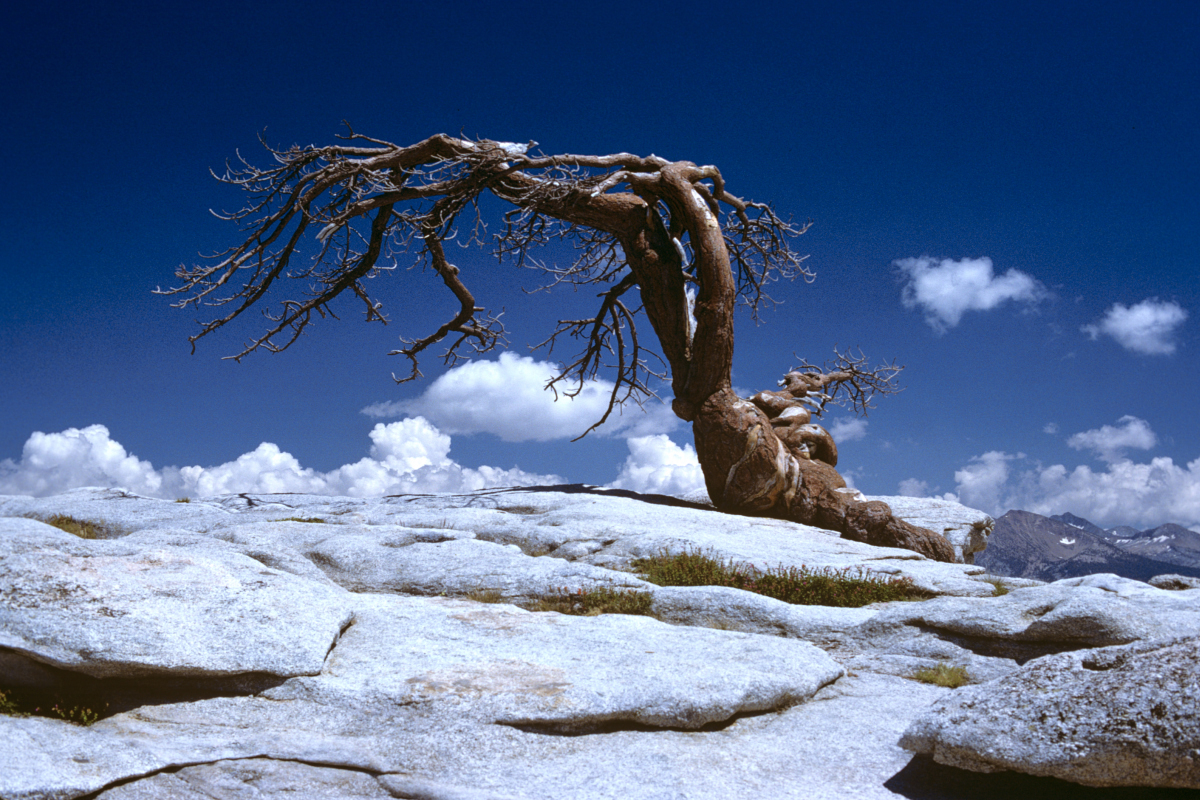
En 1980
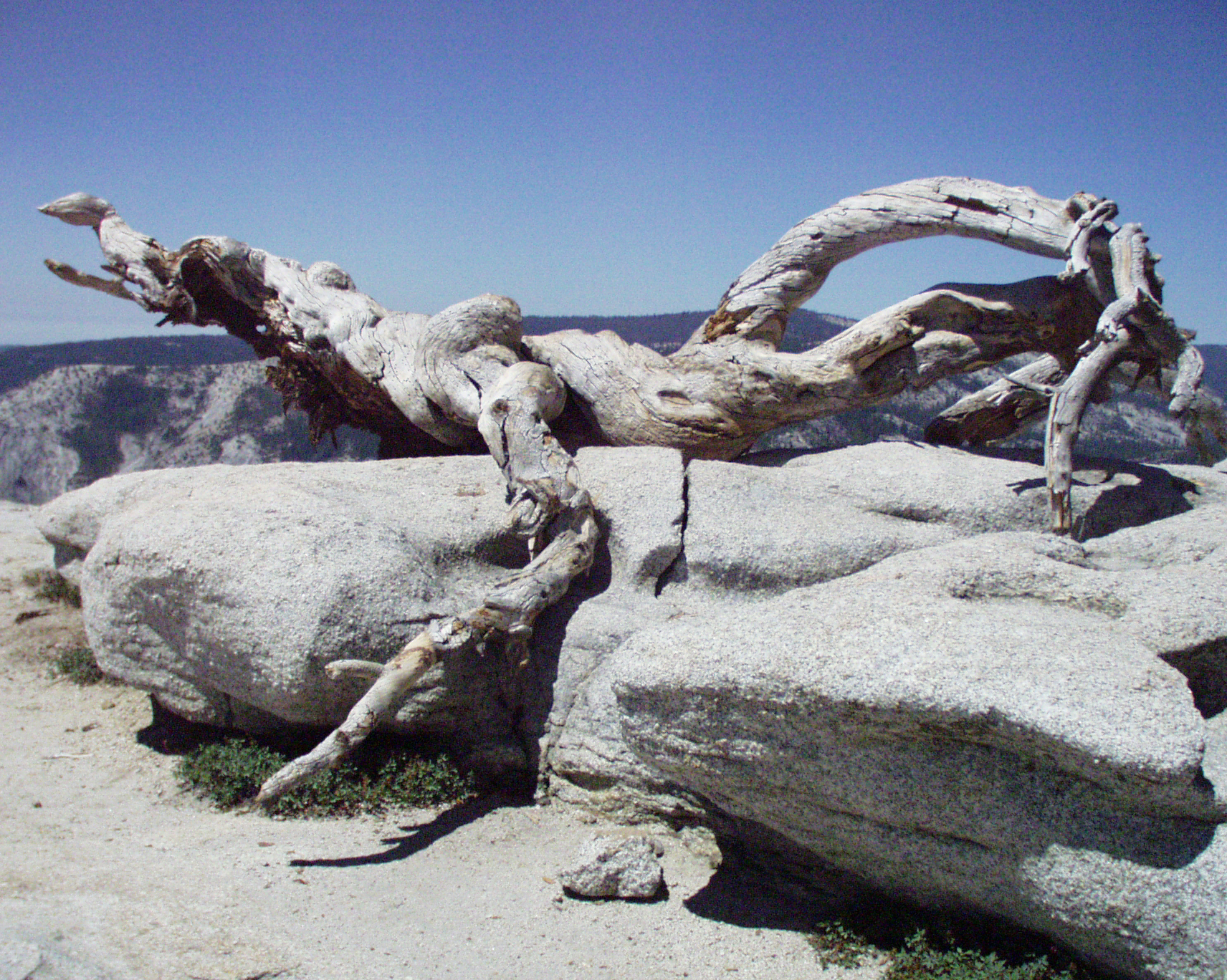
En 2003